# Тора! Тора! Тора!
«Тора! Тора! Тора!» (яп. トラ・トラ・トラ!, англ. Tora! Tora! Tora!) — художественный фильм совместного производства США и Японии, вышедший на экраны 23 сентября 1970 года. Известен как наиболее достоверное киноизображение атаки японского флота на Перл-Харбор 7 декабря 1941 года и предшествовавших этому событий. Премия «Оскар» за спецэффекты (1971), а также 4 номинации (за лучшую операторскую работу, работу художника-постановщика, монтаж и звук).
Название фильма представляет собой условный сигнал, который был передан в момент начала атаки и сообщал, что полная неожиданность нападения, на которую рассчитывали японцы, была достигнута. В переводе с японского фраза означает «Тигр! Тигр! Тигр!», однако может быть интерпретирована и как кодовая фраза, образованная от «тоцугэки (突撃) — райгэки (雷撃)» («атака-торпедная атака»).

## Сюжет
Описывается нападение на Перл-Харбор. Включены документальные вставки.
США прекращают поставку нефти в Японию, и её правительство решает начать войну. К разработке плана атаки привлекается только что вступивший на должность командующего императорским флотом адмирал Ямамото. Его подчинённый, капитан Гэнда разрабатывает детали плана атаки. Ямамото и Гэнда решают нанести превентивный точечный удар по базе ВМС США на Гавайях — Перл-Харбору, чтобы причинить как можно больший стратегический ущерб в максимально короткие сроки и лишить флот США ударных сил — авианосцев.
Для военной разведки США становятся очевидными планы японцев о начале атаки, неизвестны только цели и сроки. Разведчики в Вашингтоне изучают японские шифровки. Составляется довольно запутанная бюрократическая процедура оповещения лишь узкого круга лиц полученной информацией, которая, по мнению Пентагона, должна обеспечить секретность работы декодировщиков.
На Перл-Харборе командиры частей вводятся в курс дела разведкой и пытаются срочно организовать оборону. Но они сталкиваются с непредвиденными трудностями, так, например, служба национальной охраны природы препятствует размещению радаров на территории заповедника острова Оаху.
Дипломатические отношения между Японией и США накаляются. Японский посол без особых успехов пытается оттянуть начало войны переговорами. В конце концов 6 декабря японцы отправляют серию из 14 телеграмм, в конце которой они объявляют о провале мирных переговоров, и последняя телеграмма, являющаяся фактически объявлением войны, должна прийти в 13 часов 7 декабря. Тревожные сообщения из военной разведки командирам американских частей передать в срок не удаётся, поскольку на 7 декабря приходится выходной день. После того, как удалось проинформировать руководителя военно-морскими операциями Старка о предстоящем нападении, он не решается сообщать что-либо на Гавайи без предварительной консультации с президентом.
Утром 7 декабря смешанные и путаные доклады о вражеском присутствии мешают американцам своевременно приготовиться к отражению атаки японцев. В то время как японский посол составляет последние телеграммы в Вашингтон, а секретарь посольства с трудом справляется с переводом 14 телеграмм на английский, с авианосцев взлетают японские самолёты в соответствии с планом внезапного удара Ямамото. Лётчики не встречают никакого сопротивления и отправляют сигнал об успешном начале операции — «Тора, тора, тора». Звено B-17, летевшее с материка на аэродромы острова Оаху без вооружения, обстреляно японскими истребителями. Самолёты американцев скучены на стоянках из-за приказа повысить охрану от гражданских диверсантов, и, став лёгкой мишенью для бомбардировщиков, уничтожены. Лишь двум Р-40 удалось подняться в небо для отражения атаки 330 японских самолётов.
Линкорный ряд Перл-Харбора атакован торпедоносцами. Линкор «Аризона» мгновенно уничтожается прямым попаданием авиабомб. «Оклахома» переворачивается и тонет. «Невада» стремится уйти из базы, японские лётчики пытаются уничтожить корабль на выходе из бухты, чтобы заблокировать базу. Горящая «Невада» отходит к берегу и эвакуирует команду. Моряки прыгают в воду бухты, смешанную с горящей нефтью. В самый разгар нападения американские командиры наконец-то получают предупреждающие телеграммы из Вашингтона о грядущей неизбежной атаке японцев.
Адмирал Ямамото узнаёт, что японское посольство не смогло вовремя передать объявление войны в Вашингтон, в результате чего нападение получилось вероломным, и произносит «Я боюсь, мы лишь разбудили спящего гиганта и вселили в него грозную решимость».

## История создания
Фильм снимался на двух площадках — раздельно в США (режиссёр Ричард Флейшер) и в Японии. Вначале японскую часть картины снимал Акира Куросава, но после двух лет бесплодной работы его сменил Киндзи Фукасаку (в фильм вошла всего одна минута из съёмок Куросавы). Съёмки консультировали ветераны войны с обеих сторон, в том числе непосредственный автор плана японской атаки Минору Гэнда, имя которого не появляется в титрах.
В роли японского авианосца снимался противолодочный авианосец США Йорктаун (CV-10). В роли японских боевых самолётов — американские учебные самолёты T-6 Texan, «одетые» в фальшивые обтекатели. Авария Boeing B-17 Flying Fortress при посадке — подлинная съёмка настоящего самолёта и настоящей, не постановочной аварии. Истребители Curtiss P-40, поднимавшиеся в небо в фильме — настоящие, а десятки таких же, уничтоженных на земле — стеклопластиковые макеты.
Название фильма, непривычное для американского зрителя, стало одной из причин кассового провала в США (в Японии такой проблемы, конечно же, не было). Фильм, на производство которого было затрачено 25 миллионов долларов, принёс прибыль лишь десятилетия спустя, после выхода на видеокассетах. Достоверность и качество съёмок батальных сцен было и остаётся столь высоким, что кадры из «Тора! Тора! Тора!» неоднократно использовались в последующих фильмах в качестве «документальных». Однако, по выходе фильма на экраны американские кинокритики упрекали создателей фильма в том, что макеты боевой техники выглядят «картонными».

## В ролях
- Мартин Болсам — адмирал Хазбенд Киммел, командующий Тихоокеанским флотом США
- Эдвард Эндрюс — адмирал Гарольд Рэйнсфорд Старк, главнокомандующий ВМС США
- Джозеф Коттен — военный министр США Генри Стимсон
- Джейсон Робардс — генерал-лейтенант Уолтер Шорт, командующий армейскими частями на Гавайях
- Джеймс Уитмор — вице-адмирал Уильям Хэлси, командующий второй боевой (авианосной) группой Тихоокеанского флота
- Джордж Макреди — госсекретарь США Корделл Халл
- Кит Эндес — начальник штаба Армии США генерал Джордж Маршалл
- Э. Г. Маршалл — подполковник Руфус Брэттон[англ.]
- Джефф Доннелл — Корнелия Форт
- Леора Дейна — миссис Крамер

- Со Ямамура — адмирал Исороку Ямамото, командующий объединённым флотом Японии
- Эйдзиро Тоно — вице-адмирал Тюити Нагумо, командующий первым авианосным флотом Японии
- Тацуя Михаси — полковник Минору Гэнда, разработчик плана атаки
- Такахиро Тамура — полковник Мицуо Футида, командующий воздушными силами Объединённого флота

Продюсеры намеренно отказались от использования актёров — звёзд первой величины, чтобы сфокусировать внимание зрителя на исторических событиях.